# Liste der Monuments historiques in La Tour-de-Sçay
Die Liste der Monuments historiques in La Tour-de-Sçay führt die Monuments historiques in der französischen Gemeinde La Tour-de-Sçay auf.

## Liste der Objekte
| Bezeichnung | Beschreibung          | Standort                                | Kennzeichnung | Schutzstatus | Datum | Bild |
| ----------- | --------------------- | --------------------------------------- | ------------- | ------------ | ----- | ---- |
| Glocke      | Bronze, 1782 gegossen | in der Kirche Sts-Pierre-et-Paul (Lage) | PM25001370    | Classé       | 1942  |      |